# Riedelia triciliata
Riedelia triciliata là một loài thực vật có hoa trong họ Gừng. Loài này được Henry Nicholas Ridley miêu tả khoa học đầu tiên năm 1916. Loài này có quan hệ họ hàng gần với Riedelia bicuspis nhưng có hoa nhỏ hơn.

## Phân bố
Loài này được tìm thấy ở cao độ 1.676 m (5.500 ft) dọc theo sông Utakwa (Otakwa) ngược dòng tới phần trung tâm dãy núi Snow = dãy núi Maoke (trong dãy núi Nassau = dãy núi Sudirman) ở tỉnh Papua, Indonesia. Mẫu vật điển hình: C.B. Kloss s.n. thu thập tại núi Carstensz tháng 2 năm 1913.